# مايكل كيرنز
مايكل كيرنز (بالإنجليزية: Michael Kearns)‏ هو صحفي أمريكي، ولد في 1950 في سانت لويس في الولايات المتحدة.

## وصلات خارجية
- مايكل كيرنز على موقع IMDb (الإنجليزية)
- مايكل كيرنز على موقع قاعدة بيانات الفيلم (الإنجليزية)